# Shotter's Nation
Shotter's Nation to drugi album grupy Babyshambles wydany w 2007 roku.

## Lista utworów
1. "Carry On Up the Morning" (Peter Doherty, Michael Whitnall) – 2:58
2. "Delivery" (Doherty, Whitnall) – 2:42
3. "You Talk" (Doherty, Kate Moss) – 3:30
4. "UnBiloTitled" (Doherty, Peter Wolfe, Adam Ficek) – 3:52
5. "Side of the Road" (Doherty) – 2:09
6. "Crumb Begging Baghead" (Doherty, Whitnall) – 3:44
7. "Unstookie Titled" (Doherty, Whitnall, Ficek) – 4:30
8. "French Dog Blues" (Doherty, Ian Brown, Moss) – 3:32
9. "There She Goes" (Doherty) – 3:36
10. "Baddie's Boogie" (Doherty, Whitnall, Moss) – 3:55
11. "Deft Left Hand" (Doherty, Whitnall, Moss) – 4:04
12. "Lost Art of Murder" (Doherty) – 4:38